# Rupicapra pyrenaica
Il camoscio pirenaico o camoscio dei Pirenei (Rupicapra pyrenaica, Bonaparte 1845) è un'antilope caprina che vive sui Pirenei, sui Monti Cantabrici e sugli Appennini centrali. Appartiene alla sottofamiglia Caprinae, all'interno della famiglia dei bovidi, insieme a pecore e capre.

## Sistematica
La specie Rupicapra pyrenaica si divide in 3 sottospecie che si caratterizzano per lievi differenze morfologiche:
- Rupicapra pyrenaica pyrenaica, presente sui Pirenei;
- Rupicapra pyrenaica parva, presente sui Monti Cantabrici;
- Rupicapra pyrenaica ornata, presente sull'Appennino centrale.

## Morfologia
Il suo mantello estivo è bruno-ruggine; in inverno è bruno-nero con macchie più scure attorno agli occhi. Sia i maschi che le femmine hanno corna uncinate rivolte all'indietro lunghe fino a 20 cm. Si nutre di erba, licheni e germogli di alberi. Agile e ben saldo sulle sue zampe si trova in ogni tipo di ambiente montano, fino ai 3 000 m di quota.
Questa specie differisce da quella alpina (Rupicapra rupicapra) per le corna di forma leggermente diversa e che sono più corte (tranne che nella sottospecie appenninica, che invece le ha più lunghe); quindi per la sua mole minore, e soprattutto per il mantello: molto più rossiccio in estate, in invernale è di colore marrone scuro anziché nero e con una macchia golare molto più estesa che nel camoscio alpino e pezzature chiare sulle spalle, più evidenti nella sottospecie appenninica, e che hanno determinato il nome scientifico "ornata" per la sottospecie autoctona dell'Italia e il suo soprannome di camoscio più bello del mondo.

### Taglia e peso
La lunghezza totale del corpo, misurata dall'estremità della testa alla radice della coda, varia tra 100 e 110 cm. L'altezza media, misurata al garrese, è di 70 cm.
Il peso corporeo è influenzato dall'età e dal sesso: nei maschi adulti tale valore oscilla tra i 25 e i 40 kg, nelle femmine adulte tra i 25 e i 32 kg. Il peso varia notevolmente nel corso dell'anno. I valori massimi si raggiungono nel periodo di maggiore accumulo del grasso, che corrisponde al mese di ottobre. I maschi adulti, al termine del periodo riproduttivo, arrivano a perdere quasi il 25% del loro peso corporeo, a causa del forte dispendio energetico durante le lotte tra rivali. In generale comunque, tra gennaio ed aprile si ha una diminuzione della massa corporea in tutti i soggetti, provati dalle dure condizioni invernali (nelle femmine il calo è compreso tra il 12 e il 15%).

## Comportamento sociale
Il camoscio vive in branchi composti dalle femmine con i giovani e i piccoli dell'anno, mentre i maschi adulti in estate conducono vita solitaria per poi riunirsi al branco nel periodo autunnale, quando inizia il periodo degli amori. In questa fase avviene la lotta tra i maschi adulti che si contendono il diritto di accoppiarsi con le femmine adulte del branco. A fine inverno, i maschi adulti verranno allontanati, tornando così a vita solitaria.

## Distribuzione
La popolazione è distribuita su 3 paesi : 

### Italia
Oggi, grazie a varie reintroduzioni, la specie si ritrova nei principali massicci dell'Appennino centrale. La popolazione si trova principalmente nei parchi nazionali ed è distribuita come segue:
- circa 1.250 individui nel Parco Nazionale d'Abruzzo, Lazio e Molise da dove la specie non è mai scomparsa. Nel corso del XX secolo, infatti, il camoscio appenninico (Rupicapra pyrenaica ornata) fu a rischio di estinzione: sulle alture della Camosciara, località molto selvaggia dell'Abruzzo, rimase solo una piccola popolazione di 50 camosci. Si salvò grazie all'istituzione del Parco Nazionale d'Abruzzo nel 1923[3];
- circa 1.500 individui nel Parco Nazionale della Majella dalla reintroduzione del 1991[4];
- circa 720 individui dalla reintroduzione avvenuta nel 1992 nel Parco Nazionale del Gran Sasso e Monti della Laga[5];
- circa 270 individui dalla reintroduzione avvenuta nel 2008 nel Parco Nazionale dei Monti Sibillini[6];
- circa 70 individui dalla reintroduzione avvenuta nel 2013 nel Parco naturale regionale Sirente-Velino[7].

### Francia
In Francia, circa 24.000 camosci sono distribuiti lungo tutta la catena dei Pirenei. La popolazione stabile e densa insediata nel Parco Nazionale dei Pirenei (circa 5.000 individui) costituisce la base per le numerose reintroduzioni effettuate a partire dagli anni '80 nei Pirenei francesi.

### Spagna

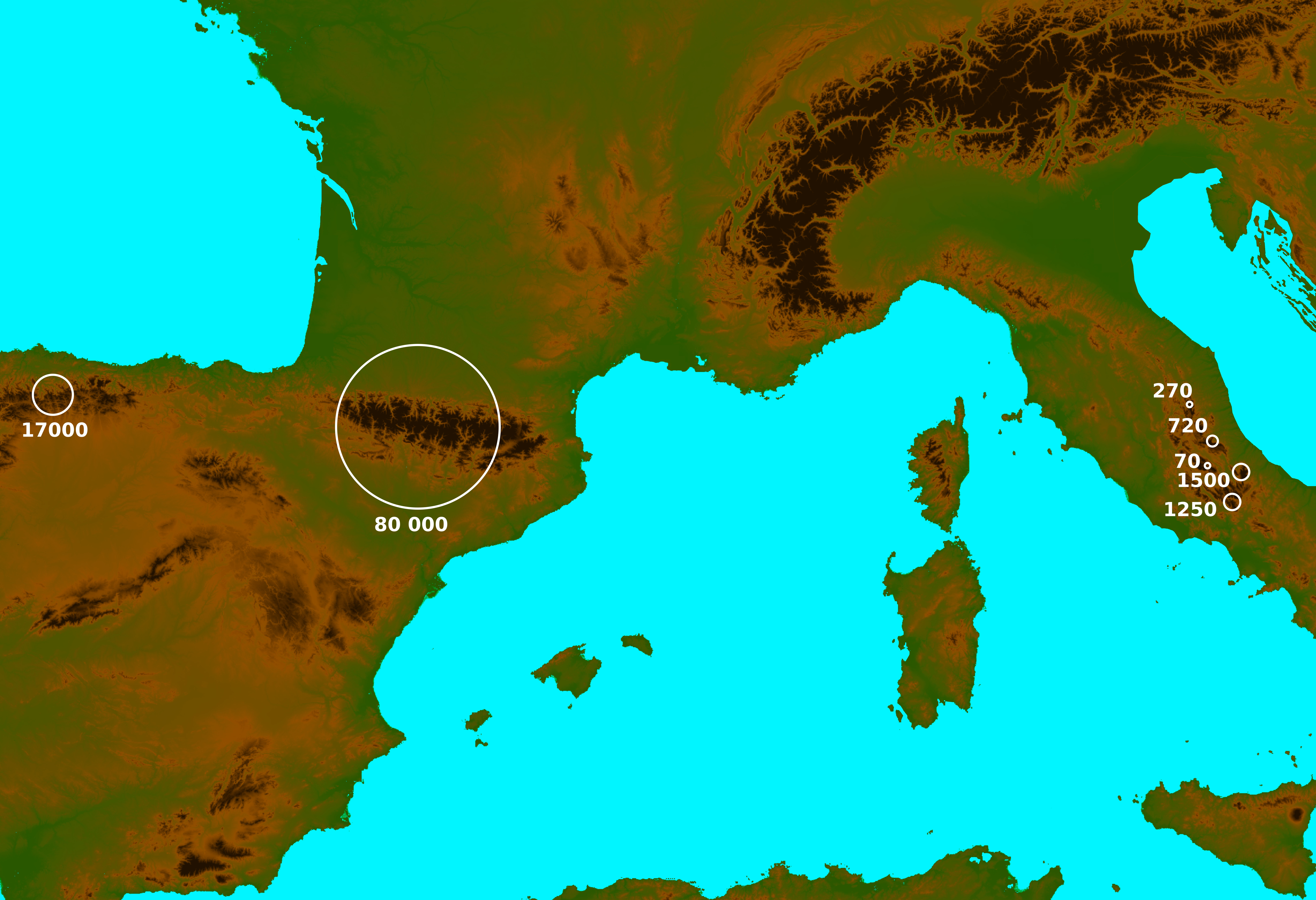
Nuclei di popolazione di Rupicapra Pyrenaica all'inizio del XXI secolo

La Spagna è il paese con il maggior numero di individui, con due centri abitati identificati:
- il versante spagnolo dei Pirenei che conta circa 50.000 individui.
- la Cordigliera Cantabrica con una popolazione di circa 17.000 individui[10][11].

## Curiosità
Il camoscio dei Pirenei, nella sua sottospecie tipica, è presente sulle monete da 1, 2 e 5 centesimi di euro del Principato di Andorra.